# 路易吉·伊利卡

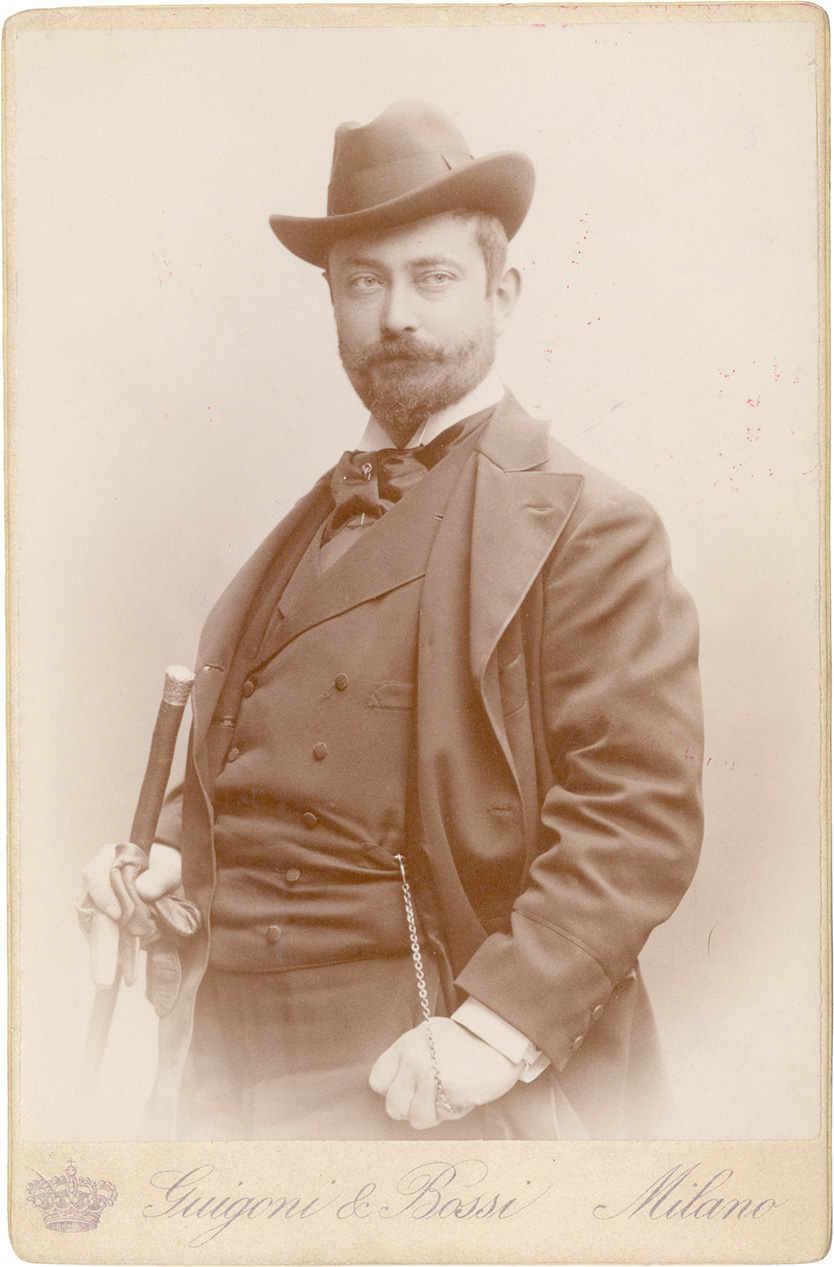
路易吉·伊利卡

路易吉·伊利卡（Luigi Illica，1857年5月9日 - 1919年12月16日）是一位意大利歌劇剧本作家，他為贾科莫·普契尼、皮埃特罗·马斯卡尼、翁贝托·焦尔达诺等人的歌劇創作劇本。他參與創作波希米亚人、托斯卡和蝴蝶夫人的歌劇劇本 。